# Christian Barmore
(en) Statistiques sur pro-football-reference
Christian Barmore, né le 28 août 1999 à Philadelphie (Pennsylvanie) est un joueur américain de football américain, qui évolue au poste de defensive tackle.
Il a joué au niveau universitaire pour Alabama avant d'être sélectionné par la franchise des Patriots de la Nouvelle-Angleterre au 2e tour de la draft 2021 de la NFL.

## Biographie

### Jeunesse
Barmore grandit à Philadelphie en Pennsylvanie et y étudie au Collège Abraham Lincoln (en) où il joue au football américain lors de sa première année (statut fresham). Il change d'école et entre l'année suivante au Collège Saints John Neumann and Maria Goretti Catholic (en). Barmore s'engage verbalement tout d'abord avec l'équipe universitaire de Temple alors qu'il est dans son année senior au Collège avant de se raviser et de s'engager définitivement avec l'université de l'Alabama malgré d'autres offres de bourse des universités Baylor, de Floride, de Géorgie, et de Louisiana State.

### Carrière universitaire
Lors de sa première saison à Alabama en tant que redshirt freshman,, au poste de defensive tackle, il  participe à 11 matchs et totalise 26 plaquages, dont 6 avec perte de yards adverses, et 2 sacks, ce qui lui vaut d'être sélectionné dans l'équipe type des freshmans de la conférence SEC en fin de saison,.
L'année suivante, en tant que sophomore, après avoir totalisé 37 plaquages, dont 9,5 avec perte de yards adverses, 8 plaquages, 3 fumbles forcés et 3 passes déviées, il est sélectionné dans l'équipe-type première de la conférence SEC,. Il remporte avec Alabama 52 à 24 la finale nationale 2021 jouée contre Ohio State et est désigné meilleur joueur défensif du match à la suite de sa performance (un sack, 5 plaquages, dont deux pour perte de yards adverses),.
Après le match, Barmore déclare qu'il va se présenter à la draft 2021 de la NFL, faisant l'impasse sur ses deux années d'éligibilité au niveau universitaire.

### Carrière professionnelle
| Taille               | Poids          | Bras            | Main          | Sprint   | Sprint   | Sprint   | Shuttle 20 yards | 3 cones drill | Détente   | Détente     | Développé couché | Test Wonderlic |
| Taille               | Poids          | Bras            | Main          | 40 yards | 10 yards | 20 yards | Shuttle 20 yards | 3 cones drill | verticale | horizontale | Développé couché | Test Wonderlic |
| 1,93 m (6 ft 4 ⅛ in) | 141kg (310 lb) | 85 cm (33 ⅝ in) | 25 cm (10 in) | 4,98 s   | 1,76 s   | 2,88 s   | 4,75 s           | 7,81 s        | -         | -           | -                | -              |

Barmore est sélectionné en tant que 38e choix global lors du deuxième tour de la draft 2021 de la NFL par les Patriots de la Nouvelle-Angleterre,. Le 21 juillet 2021, il y signe un contrat de quatre ans pour un montant de 8,5 millions de dollars.
Le jeune défenseur impressionne dès la première saison dans la National Football League et reçoit les louanges de son entraîneur Bill Belichick.
Le 29 avril 2024, Barmore signe une extension de contrat chez les Patriots de la Nouvelle-Angleterre pour 4 ans et 92 millions de dollars maximum.

## Statistiques
| Année       | Équipe                    | Statut      | MJ |       | Plaquages | Plaquages | Plaquages | Plaquages |       | Interceptions | Interceptions | Interceptions | Interceptions |  | Fumbles | Fumbles |
| Année       | Équipe                    | Statut      | MJ | Total | Seul      | Ast.      | Sacks     | Nb.       | Yards | Déf.          | TD            | Nb.           | Rec.          |  |         |         |
| 201*9       | Crimson Tide de l'Alabama | Fr.         | 11 | 26    | 12        | 14        | 2         | 0         | 0     | 2             | 0             | 0             | 0             |  |         |         |
| 2020        | Crimson Tide de l'Alabama | So.         | 11 | 37    | 22        | 15        | 8         | 0         | 0     | 3             | 0             | 0             | 3             |  |         |         |
| Totaux NCAA | Totaux NCAA               | Totaux NCAA | 22 | 63    | 34        | 29        | 10        | 0         | 0     | 5             | 0             | 0             | 3             |  |         |         |

| Année      | Équipe                             | MJ |                 | Plaquages       | Plaquages       | Plaquages       | Plaquages       |                 | Interceptions   | Interceptions   | Interceptions | Interceptions |  | Fumbles | Fumbles |
| Année      | Équipe                             | MJ | Total           | Seul            | Ast.            | Sacks           | Nb.             | Yards           | Déf.            | TD              | Nb.           | Rec.          |  |         |         |
| 2021       | Patriots de la Nouvelle-Angleterre | 17 | 46              | 23              | 23              | 1,5             | 0               | 0               | 2               | 0               | 0             | 0             |  |         |         |
| 2022       | Patriots de la Nouvelle-Angleterre | ?  | Saison en cours | Saison en cours | Saison en cours | Saison en cours | Saison en cours | Saison en cours | Saison en cours | Saison en cours | ?             | ?             |  |         |         |
| Totaux NFL | Totaux NFL                         | 17 | 46              | 23              | 23              | 1,5             | 0               | 0               | 2               | 0               | 0             | 0             |  |         |         |

| Année      | Équipe                             | MJ |       | Plaquages | Plaquages | Plaquages | Plaquages |       | Interceptions | Interceptions | Interceptions | Interceptions |  | Fumbles | Fumbles |
| Année      | Équipe                             | MJ | Total | Seul      | Ast.      | Sacks     | Nb.       | Yards | Déf.          | TD            | Nb.           | Rec.          |  |         |         |
| 2021       | Patriots de la Nouvelle-Angleterre | 1  | 2     | 1         | 1         | 0         | 0         | 0     | 0             | 0             | 0             | 0             |  |         |         |
| Totaux NFL | Totaux NFL                         | 1  | 2     | 1         | 1         | 0         | 0         | 0     | 0             | 0             | 0             | 0             |  |         |         |

## Trophées et récompenses
- Sélectionné dans l'équipe type des débutants en NFL par la  Pro Football Writers Association (PFWA)  en 2021 ;
- Champion national de la NCAA Division I FBS en 2020 avec Alabama ;
- Meilleur joueur défensif du College Football  Championship Game 2021 ;
- Sélectionné dans l'équipe-type première de la SEC en 2020.